# کاشتیوش‌دومبو
کاشتِیوش‌دومبو (به مجاری:  Kastélyosdombó) یک منطقهٔ مسکونی در مجارستان است که در ناحیه بارچ واقع شده‌است. کاشتیوش‌دومبو ۱۳٫۰۸ کیلومتر مربع مساحت و ۲۷۱ نفر جمعیت دارد.